# Sattahip (huyện)
Sattahip là một huyện (‘‘amphoe’’) ở tỉnh Chonburi, Thái Lan. Huyện này nằm ở mũi phía nam của tỉnh, gần thành phố Pattaya.

## Địa lý
Các huyện giáp ranh là Bang Lamung về phía bắc, Ban Chang của tỉnh Rayong về phía tây. Phía nam và phía đông là vịnh Thái Lan.
Cảng Juksamet của Sattahip là một trong ít các cảng nước sâu của Thái Lan. Căn cứ hải quân Sattahip là căn cứ lớn nhất của Hải quân hoàng gia Thái Lan, nơi có HTMS Chakri Naruebet, hàng không mẫu hạm.
Căn cứ không quân Ban Sattahip (Sân bay quốc tế U-Tapao) được Hải quân Hoa Kỳ sử dụng trong cuộc chiến tranh Việt Nam.

## Hành chính
Huyện này được chia thành 5 phó huyện (tambon), các đơn vị này lại được chia thành 41 làng (muban). Có 3 thị trấn (thesaban tambon) - Sattahip, Na Chom Thian và Bang Sare. Sattahip nằm trên một phần của tambon Sattahip and Phlu Ta Luang, Na Chom Thian và Bang Sare mỗi đơn vị nằm trên một phần lãnh thổ của tambon cùng tên. Ngoài ra có 5 tổ chức hành chính tambon (TAO).
| Số TT | Tên           | Tên tiếng Thái | Số làng | Dân số |  |
| 1.    | Sattahip      | สัตหีบ           | 9       | 68.543 |  |
| 2.    | Na Chom Thian | นาจอมเทียน      | 9       | 11.336 |  |
| 3.    | Phlu Ta Luang | พลูตาหลวง       | 8       | 26.341 |  |
| 4.    | Bang Sare     | บางเสร่         | 11      | 15.627 |  |
| 5.    | Samaesan      | แสมสาร         | 4       | 5.732  |  |